# Iglesia de Santa Maria Maggiore (Lomello)

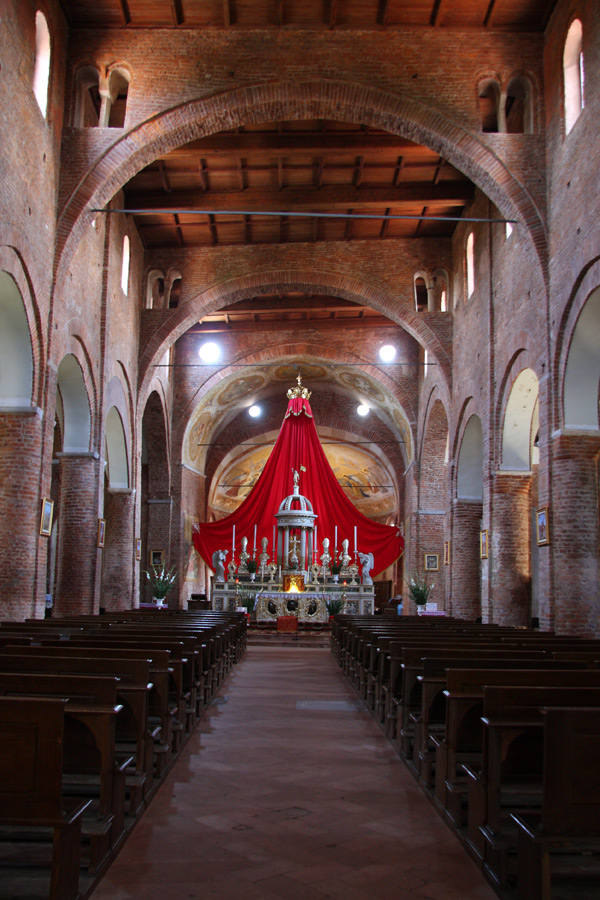
Vista interior.

La basílica de Santa María Mayor de Lomello se encuentra en la provincia de Pavía y es una de los más representativos testimonios arquitectónicos del así llamado románico lombardo, marcado profundamente por la influencia de más allá de los Alpes, específicamente por la arquitectura otoniana.
Entre los pocos datos que se conocen con certeza sobre lo que queda de la basílica se puede mencionar el hecho de que el Papa Pascual II concedió un privilegio en el año 1107 por el que se autoriza al párroco de Santa María Mayor a llevar mitra y báculo pastoral y se le autorizaba a conferir algunos órdenes menores.
La iglesia forma parte de un complejo con baptisterio que fue construida entre el año 1025 y 1040, según las tesis de Porter.

## Descripción
La basílica tiene tres naves con un transepto más bajo que el cuerpo longitudinal. Fue una de las primeras iglesias en Italia que estuvo cubierta con una bóveda de crucería en las naves laterales, antes de que se difundiese el estilo románico. La fachada era muy sólida con las antiguas murallas castellanas; después de un sismo o un derrumbe, que algunos achacan al terremoto del año 1117, los primeros tres intercolumnios fueron abandonados y se construyó una fachada cerrando uno de los arcos diafragma.
La originalidad recae en los grandes arcos diafragma que atraviesan la nave, aligerados por parejas de bíforas. El alternar entre pilares con arco transversal y pilares simples parece prefigurar el empleo de una cubierta de bóveda, pero en realidad no faltan ejemplos de arcos diafragma sin que una cubierta en el muro estuviera prevista. Los pilares que no sostienen los arcos diafragma son prolongados por lesenas hasta el claristorio, mientras que los arcos longitudinales (los que separan las naves) caen sobre semicolumnas que junto al espesor de la lesena, forman el pilar.
Las naves menores, aunque reconstruidas (según Porter hacia el año 1300) estaban ya presentes en la fase más antigua. El amueblado decorativo tiene numerosos fragmentos de figuras realizadas con estuco. Excavaciones ejecutadas en 1944 descubrieron una cripta, del tipo ad oratorio, quizás incompleta, quizás relacionada con una fase anterior de la Iglesia.